# Nouâtre
Nouâtre – miejscowość i gmina we Francji, w Regionie Centralnym, w departamencie Indre i Loara.
Według danych na rok 1990 gminę zamieszkiwały 833 osoby, a gęstość zaludnienia wynosiła 86 osób/km² (wśród 1842 gmin Regionu Centralnego Nouâtre plasuje się na 475. miejscu pod względem liczby ludności, natomiast pod względem powierzchni na miejscu 1161).